# Nicolaj Thomsen
Nicolaj Thomsen (* 8. května 1993, Skagen, Dánsko) je dánský fotbalový záložník a reprezentant, který hraje v klubu Aalborg BK.

## Klubová kariéra
V Dánsku debutoval v profesionální kopané v dresu Aalborg BK v sezóně 2011/12. V sezóně 2013/14 získal s týmem double, tedy titul v Superligaen i v dánském poháru.

## Reprezentační kariéra
Nicolaj Thomsen nastupoval za dánské mládežnické reprezentační výběry v kategoriích od 18 let. Zúčastnil se Mistrovství Evropy hráčů do 21 let 2015 konaného v Praze, Olomouci a Uherském Hradišti, kde byli mladí Dánové vyřazeni v semifinále po porážce 1:4 ve skandinávském derby pozdějším vítězem Švédskem.
V A-týmu Dánska debutoval 18. 11. 2014 v přátelském zápase v Bukurešti proti týmu Rumunska (porážka 0:2).